# Frederic C. Lane
Frederic C. Lane (* 23. November 1900 in Lansing, Michigan; † 14. Oktober 1984; voller Name: Frederic Chapin Lane) war ein amerikanischer Historiker. Er gilt als der bedeutendste Historiker auf dem Gebiet der venezianischen Wirtschaftsgeschichte, neben Gino Luzzatto geradezu als ihr Begründer. Ähnlich wie sein Freund und Kollege untersuchte Lane die Wirtschaftsgeschichte anhand von Quellen aus der Wirtschaftssphäre, statt sie nur als Nebengebiet der Rechtsgeschichte oder der politischen Geschichte zu betrachten.

## Leben und Werk
Lanes Eltern, die aus Boston stammten, waren Alfred Church Lane und Susanne Lauriat. Sein Vater, ein Geologe, wurde an das Tufts College in Cambridge, Massachusetts berufen. Seine Mutter entstammte einer Verlegerfamilie.
Nach dem Diplom an der Cambridge High and Latin School wechselte er an die Cornell University, wo er 1921 den Bachelor of Arts erwarb. Ein Jahr später folgte am Tufts College bei A. I. Angers der Master of Arts. 1922 kehrte er an die Cornell University zurück, wo er sich mit Lyon während der Reformationszeit beschäftigte. Während dieser Zeit wurde er stark von George L. Burr, William I. Hull und Carl Becker beeinflusst. Methodologisch und hinsichtlich seines Forschungsschwerpunkts war aber William L. Westermann von größter Bedeutung. Später beeinflussten ihn auch deutsche Historiker wie Alfons Dopsch, aber auch Max Weber und Karl Marx behandelte er in seinem späteren Unterricht als bedeutende Wissenschaftler, die die Wirtschaftsgeschichte als Disziplin stark beeinflussten.
Von 1923 bis 1924 lebte Lane als Stipendiat in Bordeaux und studierte an der Universität Bordeaux. 1924 legte er eine Untersuchung zu Colberts ehrgeizigem Programm im Zusammenhang mit dem Hafen von Bordeaux vor, die den Titel Colbert et le commerce de Bordeaux e L’Eglise reformée de Begles de 1660 à 1670 trug. 1924 verbrachte er ein Trimester an der Universität Wien. Dort lernte er bei Alfons Dopsch und konzentrierte sich auf Anraten von Abbot P. Usher ab 1927 auf das Venedig des späten Mittelalters und der Renaissance.
1925 kehrte er in die USA zurück und ging an die Harvard University, wo er nach einem Aufenthalt in Italien bei Robert H. Lord als Assistent arbeitete. Er bereitete auf Anraten Ushers eine Doktorarbeit über die Diarii des Marin Sanudo vor. 1926 bis 1927 war er Instructor in History an der University of Minnesota, ab Frühjahr 1927 Kirkland Fellow in Harvard. In Begleitung seiner Frau Harriet Whitney Mirick besuchte er im Herbst 1927 erstmals Venedig, um seine herausragende Doktorarbeit Venetian Ships and Shipbuilders of the Renaissance archivalisch vorzubereiten. 1928 wurde er Instructor in History an der Johns Hopkins University in Baltimore und wurde 1930 in Harvard promoviert.
Lane unterrichtete zu den „okzidentalen Zivilisationen“. Zusammen mit Eric F. Goldman und Erling M. Hunt verfasste er bis 1947 The World’s History, ein Schulbuch, das die gesamte Geschichte umfasste. Dieses gewaltige thematische Spektrum unterrichtete er zugleich an der Hochschule, wie sein Nachlass verdeutlicht. Darin flossen Forschungsergebnisse ein, wie etwa, dass die Rolle der neuen Handelswege, beispielsweise des Weges um Afrika nach Indian, und damit der Verlagerung des Handels in den Atlantik, erheblich überschätzt worden war. Dies hatte er bereits in zwei Aufsätzen von 1933 und 1940 gezeigt. So importierte Venedig um 1560 mehr Pfeffer als Ende des 15. Jahrhunderts, so dass von einer Wiederbelebung des Levantehandels gesprochen werden konnte.
1932 veröffentlichte er erstmals zu den Seilereien, der Tana, unter dem Titel The Rope Factory and Hemp Trade of Venice in the Fifteenth and Sixteenth Centuries. 1934 erschien eine erste Monographie, Venetian Ships and Shipbuilders of the Renaissance, die am häufigsten als sein Meisterwerk genannt wird.
Einzeluntersuchungen folgten, dann wiederum als Monographie Andrea Barbarigo. Merchant of Venice 1418-1449, das 1944 erschien. Vielfach folgte er der Wirtschaftsgeschichte bis in kleinste Verästelungen, wie etwa mit The Economic Consequences of Organized Violence. Viele der kleineren Schriften erschienen 1966 in Venice and History. Gegen Ende des Zweiten Weltkriegs verfasste Lane Schriften zu den Handelsgesellschaften in Venedig.
1946 wurde er an der Johns Hopkins University zum Professor ernannt. Lane wurde Mitglied der American Academy of Arts and Sciences (1955), der Medieval Academy, der Economic History Association, der Deputazione di Storia Patria per le Venezie (1961). Für sie gab er zwischen 1943 und 1951 das Journal of Economic History heraus und wurde 1955 Präsident. Letzterer stand er von 1966 bis 1968 als Präsident vor. Darüber hinaus war er Mitglied der American Philosophical Society, des Istituto Veneto di Scienze, Lettere ed Arti (1963) und der International Commission of Economic History (bis 1968).
Mit Gino Luzzatto verband ihn eine Freundschaft, und so widmete er ihm 1949 einen Beitrag in seiner Festschrift. Nach Luzzattos Tod veröffentlichte er 1965 einen Nachruf in der Nuova Rivista Storica, in dem er auf die Verdienste des Freundes für die Geschichte der Republik Venedig hinwies.
Von 1951 bis 1953 war Lane in Paris an der Rockefeller Foundation, mit einem Guggenheim-Stipendium bereitete er von 1959 bis 1961 größere Arbeiten vor. Mit dem Finanzplatz Venedig befasste sich Lane mit Le vecchie monete di conto veneziane ed il ritorno all'oro Zusammen mit seinem Freund und Kollegen Gino Luzzatto veröffentlichte er eine Abhandlung zur „Öffentlichen Schuld“ Venedigs: Il debito pubblico della Repubblica di Venezia. Dagli ultimi decenni del XII secolo alla fine del XV. Con una appendice del Prof. F. C. Lane 1964 wurde Lane in die American Academy of Arts and Sciences gewählt, 1966 wurde er emeritiert. Er wirkte mit an der von Alfred Stussi 1967 herausgegebenen Publikation Zibaldone da Canal, Manoscritto mercantile del secolo XIV.
Er nutzte die Zeit, die ihm nun zusätzlich zur Verfügung stand, da er von akademischen Zwängen befreit war, um seine Forschungs- und Publikationstätigkeit voranzutreiben. So lieferte er 1973 ein weiteres Überblickswerk mit Venice, a maritime Republic, das fünf Jahre später ins Italienische übersetzt wurde, 1980 auch ins Deutsche, sowie Venetian Seamen in the Nautical Revolution of the Middle Ages und Public Debt and private Wealth particularly in Sixeenth century Venice. Nebenbei unterrichtete er bis 1970 einmal pro Woche an der Brandeis University.
In den Jahren um 1970 befasste sich Lane mit dem Verhältnis von Investition und Wucher, technischen Innovationen, aber auch mit der Wechselwirkung von sozialen Umwälzungen und der Flottenorganisation. 1973 fasste er seine Ergebnisse unter dem Titel Venice. A Maritime Republic zusammen.
Nach weiteren Studien zur doppelten Buchführung, zu den Alexandria-Konvois und zum Lohnsystem für die Matrosen folgte 1983 eine weitere Monographie: Le navi di Venezia.
1980 erhielt er für seine Verdienste den internationalen Galileo-Galilei-Preis vom italienischen Rotary Club, vier Jahre später einen Preis der Fondazione Francesco Saverio Nitti. Letzterer war eine ungewöhnliche Auszeichnung, da ein Preis für Leistungen im Wirtschaftsbereich an einen Historiker vergeben wurde.
Lanes Anfangsinteresse war, wie er selbst bemerkte, ein typisch amerikanisches. Er beschäftigte sich mit dem Anteil Italiens an der Entdeckung Amerikas, insbesondere mit dem der Marine und der Handelsorganisation im Frühkapitalismus. Dabei wandte er sich bald von individualistischen Vorstellungen ab, um übergreifende Erklärungen dafür zu suchen, warum der Mittelmeerraum im 16. und 17. Jahrhundert wirtschaftlich zunehmend ins Abseits geriet. Es zogen ihn vor allem Erklärungsmuster an, die Gino Luzzatto entwickelte. Lane wandte sich den Schiffbauern zu, den Arbeitern im Arsenal. Anders als Luigi Einaudi, Armando Sapori und Federigo Melis, die die Rolle der Kaufleute herausarbeiteten, und denen Lane mit Blick auf die Geld- und Bankengeschichte in gewissem Maße folgte, legte er seinen Schwerpunkt auf die Arbeit. Er folgte weniger den Quellen der Rechtsgeschichte, sondern überprüfte die Umsetzung von Gesetzen, Statuten und Vorschriften in die Realität. Dabei analysierte er etwa anhand von Gemälden, inwiefern Details der Schifffahrtsgesetze, Statuten oder Handelsbücher dargestellt wurden. Er stellte darüber hinaus fest, dass nicht nur technische Motive dafür sorgten, dass etwa Ruderschiffe Seglern vorgezogen wurden, oder umgekehrt, sondern dass diesen Entscheidungen soziale Motive zugrunde lagen. Die Techniken und Entscheidungen ihrerseits beeinflussten wiederum das Leben an Bord. Größe und Reichweite der Unternehmen und der dazu notwendigen Produktionsstätten veränderten nicht nur die Arbeitsabläufe, sondern auch die Methoden der Sozialkontrolle. Die größte Fabrik war dabei – neben den großen Tuchunternehmen – das venezianische Arsenal.
Im Arsenal, das praktisch einen eigenen Stadtteil im Osten Venedigs darstellte und in dem mehrere tausend Menschen beschäftigt waren, wurden komplexe Arbeitsabläufe entwickelt, vielschichtige Vertragssysteme und Unterbeauftragungen, und vor allem eine Art der Fabrikdisziplin – lange vor der Protoindustrialisierung. Lanes Arbeiten entstanden in einem Klima zunehmender Spannung zwischen idealistischen und materialistischen Strömungen in der europäischen Gesellschaft. Mit Ships for Victory legte er gegen Ende des Zweiten Weltkriegs zur Zeitgeschichte eine Arbeit über die britische Marine vor.
Mit seinem Schüler Reinhold C. Mueller legte er die, 1985 posthum erschienene, umfangreichste Arbeit zum venezianischen Bankwesen vor, die auf diesem Sektor ein Standardwerk darstellt: Money and Banking in Medieval and Renaissance Venice, 1: Coins and Moneys of Account. Die Publikation dieses Bandes – Lane erstellte vor seinem Tod den Index – erlebte Lane allerdings nicht mehr. Die Fertigstellung des zweiten Bandes, The Venetian Money Market. Banks, Panics, and the Public Debt, 1200–1500 besorgte Mueller.
Lane prägte Methodologie und Schwerpunktbildung zahlreicher Historiker, darunter auch deutscher, wie etwa Hermann Kellenbenz.

## Schriften (Auswahl)
- Venetian Ships and Shipbuilders of the Renaissance, Baltimore 1934.
- Andrea Barbarigo, Merchant of Venice 1418-1449, Baltimore 1944.
- mit Eric F. Goldman, Erling Hunt: The World’s History, New York 1947.
- Venice and History. The Collected Papers of Frederic C. Lane, Baltimore 1966.
- Venice. A Maritime Republic, Baltimore, London 1973.
- Profits from Power: Readings in Protection Rent and Violence Controlling Enterprises, Albany: State University of New York Press 1979.
- Le navi di Venezia, Turin 1983.
- mit Reinhold C. Mueller: Money and Banking in Medieval and Renaissance Venice, Bd. 1: Coins and Money of Account, Baltimore, London 1985.